# Rifampicin
A rifampicin (INN) a rifamycin makrociklusos antibiotikum félszintetikus származéka.  A VIII. Magyar Gyógyszerkönyvben  Rifampicinum     néven hivatalos.  

## Hatása
Az érzékeny kórokozók RNS-polimerizációjának gátlásával hat. 
Baktericid hatással rendelkezik, mind az extracellulárisan, mind az intracellulárisan jelenlévő kórokozókra. Ilymódon klinikailag jelentős a sterilizáló hatása.
Hatásspektruma kiterjed a Mycobacterium tuberculosis, M. kansasi, M. marinum, egyes M. avium intracellulare törzsekre, valamint a Neisseria meningitidis, Staphylococcus aureus, Haemophylus influenzae, Neisseria gonorrhoeae, Chlamydia trachomatis, Clostridium difficile törzsekre és Legionella fajokra.

## Védjegyezettnevű készítmények
- Rifamed